# Jorge Maya
Jorge Maya Dodera (Montevideo, 5 maggio 1944 – Montevideo, 23 dicembre 2022) è stato un cestista uruguaiano.

## Carriera
Con l'Uruguay ha disputato i Giochi olimpici di Tokyo 1964.